# اهودو، کوماسی
اهودو، کوماسی (به لاتین: Ahodwo, Kumasi) حومه شهر کوماسی در غنا است که در استان آشانتی واقع شده‌است.